# يوهانس غالي
يوهانس غالي (بالألمانية: Johannes Galli) (و. 1952 – م) هو ممثل ومؤلف من ألمانيا.